# Sonnaz
Sonnaz é uma comuna francesa na região administrativa de Auvérnia-Ródano-Alpes, no departamento da Saboia. Estende-se por uma área de 6.79 km². Em 2010 a comuna tinha 1 977 habitantes (densidade: 291,2 hab./km²).